# Liste des maires de Lunéville
Cet article dresse une liste par ordre de mandat des maires de Lunéville.

## Liste des maires

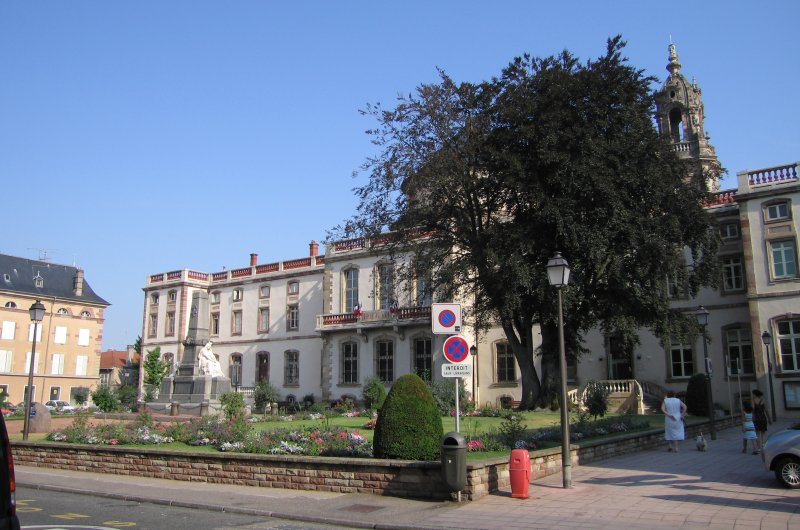
L'hôtel de ville de Lunéville.

| Période                                  | Période  | Identité                                                       | Étiquette          | Qualité |
| ---------------------------------------- | -------- | -------------------------------------------------------------- | ------------------ | --- |
| Les données manquantes sont à compléter. |          |                                                                |                    | |
| 1693                                     | 1697     | Antoine Laloy                                                  |                    | |
| 1697                                     |          | Georges Durand                                                 |                    | |
| Les données manquantes sont à compléter. |          |                                                                |                    | |
| 1772                                     | 1790     | M. Lanières                                                    |                    | |
| 1790                                     |          | Jean-Claude Drouin                                             |                    | |
| 1791                                     |          | M. Georgeat                                                    |                    | |
| 1792                                     |          | Claude François Bruneault                                      |                    | |
| 1795                                     |          | M. Georgeat                                                    |                    | |
| 1800                                     |          | Nicolas Maire                                                  |                    | |
| 1800                                     |          | Pierre-Jacques du Feigna de Keranforêt                         |                    | |
| 1800                                     |          | Jacques François Joseph Pouponnot des Brissonières d'Alancourt |                    | |
| 1808                                     |          | Jean-Claude Drouin                                             |                    | |
| 1810                                     |          | Jean-Marie Eusèbe Lelmi                                        |                    | |
| 1814                                     |          | Félix Saucerotte                                               |                    | |
| 1815                                     |          | Jean-Marie Eusèbe Lelmi                                        |                    | |
| 1815                                     |          | Léopold Dieudonné Benoist                                      |                    | |
| 1821                                     |          | Joseph Pouponnot d'Alancourt                                   |                    | |
| 1823                                     |          | Henri Adolphe d'Aubery de Frawenberg                           |                    | Comte Conservateur des Eaux et Forêts Conseiller d'arrondissement                                                                 |
| 1831                                     |          | Joseph Delancourt                                              |                    | |
| 1840                                     |          | Joseph Dominique Guérard (1791-1868)                           |                    | Propriétaire, notaire Conseiller général de Lunéville-Nord (1833-1861)                                                            |
| février 1848                             |          | Antoine Joseph Viox                                            | Républicain        | Député de la Meurthe (1848-1849) Sous commissaire du gouvernement à Lunéville (1848)                                              |
| 1848                                     |          | Antoine Joseph Racine                                          |                    | |
| 1848                                     |          | Joseph Eugène Cosson                                           | Républicain        | |
| 1848                                     |          | Louis Joseph Anastase Hamelin                                  |                    | |
| 1848                                     |          | François Parmentier                                            |                    | |
| 1870                                     |          | Alexandre Saucerotte                                           |                    | |
| 1870                                     |          | Edmond Keller                                                  |                    | |
| 1871                                     |          | Louis-Léon Majorelle                                           |                    | |
| 1875                                     |          | Edmond Jeanmaire                                               |                    | |
| 1876                                     |          | Philippe Hornus                                                |                    | |
| 20 avril 1876                            | 1879     | Joseph Cosson                                                  | Centre gauche      | Avocat Conseiller général de Lunéville-Nord (1871-1880) Député (1876-1877)                                                        |
| 1879                                     |          | Adolphe Bony                                                   |                    | |
| 1884                                     | 1888     | Louis Ferry                                                    |                    | |
| 1889                                     |          | Pierre Ribierre                                                | Républicain        | Conseiller général de Lunéville-Sud (1901-1907)                                                                                   |
| 1904                                     | 1905     | Georges Careme                                                 |                    | |
| 1905                                     |          | Henri Castara                                                  | URD                | Vice-président du Tribunal civil de Strasbourg Conseiller général du canton de Lunéville-Sud (1907-1925)                          |
| 1912                                     |          | Eugène de Turckheim                                            |                    | |
| 1914                                     |          | Émile Georges Keller                                           |                    | |
| 1919                                     |          | Henri Ribaud                                                   |                    | |
| 1919                                     | 1925     | Charles Gabriel Ferry                                          |                    | |
| 1925                                     | 1930     | Henry Bichat                                                   | Rad.               | Conseiller général de Lunéville-Sud (1925-1930) fils d'Ernest Bichat, doyen de la faculté des Sciences de Nancy                   |
| 1930                                     | 1935     | Édouard Fenal                                                  |                    | |
| 1935                                     | 1938     | Georges Gaspard (1886-1938)                                    | Radical-socialiste | Ingénieur du service vicinal à Lunéville                                                                                          |
| 1938                                     | 1939     | Arthur Louis Marie                                             |                    | |
| 1939                                     | 1939     | Jules Français                                                 |                    | Conseiller général de Lunéville-Sud (1943-1945)                                                                                   |
| 1939                                     |          | Albert Mayer                                                   |                    | |
| 1944                                     | 1945     | Pierre Banzet                                                  |                    | |
| 1945                                     | 1947     | Albert Mayer                                                   |                    | |
| 1947                                     | 1965     | René Bisiaux                                                   |                    | Ingénieur |
| 1965                                     | 1971     | Jean Bichat                                                    | RI                 | Médecin Conseiller général de Lunéville-Nord (1949-1979) Député (1967-1978)                                                       |
| 1971                                     | 1977     | Henri Formell                                                  | SE-DVD             | |
| 1977                                     | 1983     | Jean Lhommée                                                   | PS                 | Instituteur Conseiller général de Lunéville-Sud (1976-1982)                                                                       |
| 1983                                     | 1995     | Guy Corbiat                                                    | RPR                | Conseiller général de Lunéville-Sud (1982-1988)                                                                                   |
| 1995                                     | 2008     | Michel Closse                                                  | PS                 | Proviseur Conseiller général de Lunéville-Sud (1988-2001)                                                                         |
| mars 2008                                | mai 2020 | Jacques Lamblin                                                | UMP puis LR        | Vétérinaire Conseiller général de Lunéville-Sud (2001-2008) Suppléant du député François Guillaume (2002-2007) Député (2007-2017) |
| mai 2020                                 | en cours | Catherine Paillard                                             | DVD                | gérante d’une SARL Conseiller départemental de Lunéville-1 (2015-en cours)                                                        |